# Kościół Świętej Katarzyny w Petersburgu
Kościół Świętej Katarzyny Aleksandryjskiej (ros. Католическая церковь святой Екатерины Александрийской) znajduje się w Petersburgu przy głównej ulicy miasta – Newskim Prospekcie pod numerem 32–34. Jest jedną z najstarszych świątyń katolickich w Rosji. Jego patronką jest św. Katarzyna Aleksandryjska z Egiptu. W dniu 23 lipca 2013 roku kościół otrzymał godność bazyliki mniejszej.
Kościół parafialny parafii św. Katarzyny Aleksandryjskiej w Petersburgu.

## Historia

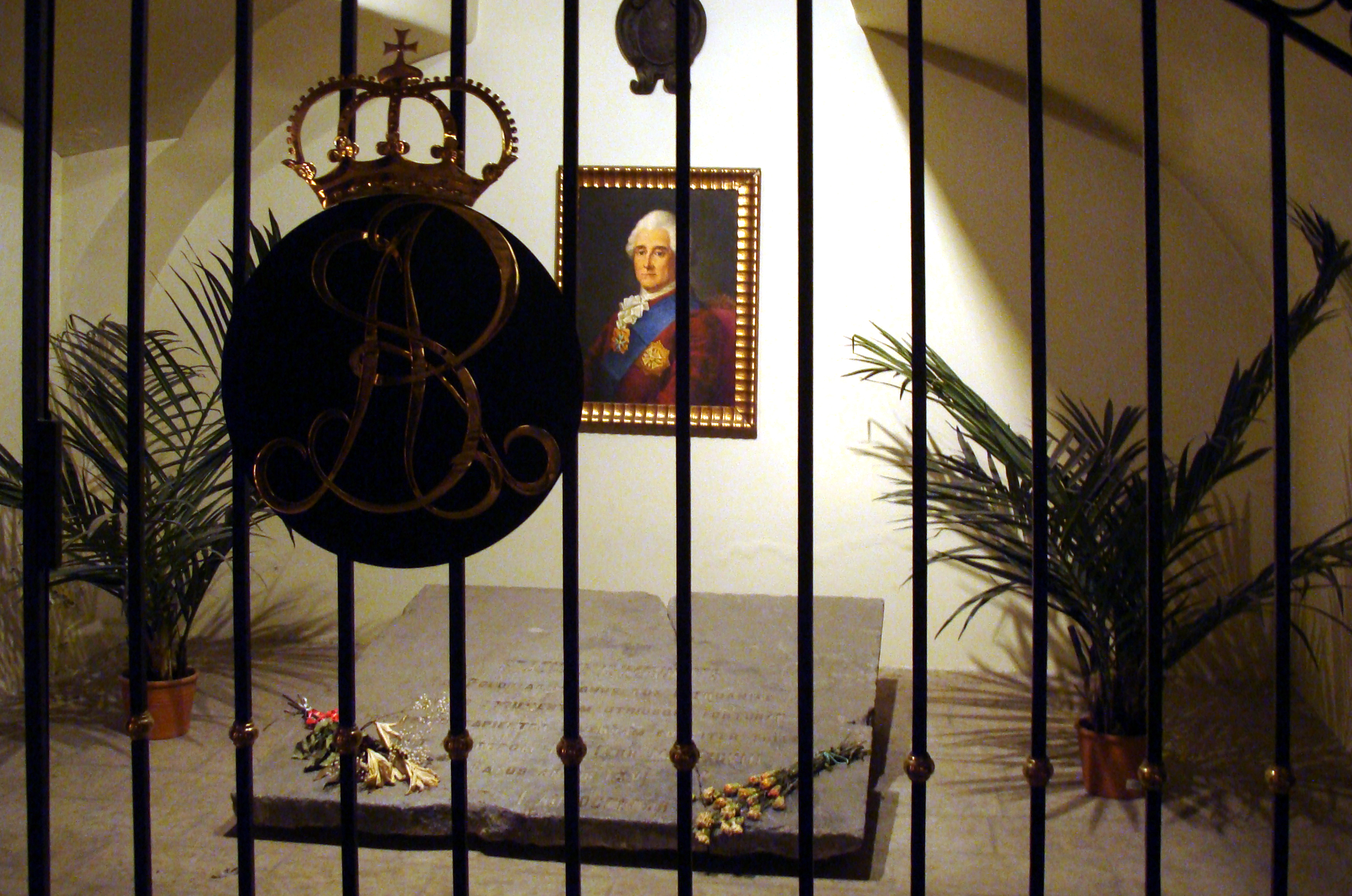
Pierwotne miejsce pochówku Stanisława Augusta Poniatowskiego w krypcie w podziemiach kościoła, 2015 r.

W 1716 powstała w Petersburgu parafia katolicka pod wezwaniem św. Katarzyny Aleksandryjskiej. W 1738 cesarzowa Anna Iwanowna Romanowa przydziela parafii działkę przy Newskim Prospekcie, gdzie dziś znajduje się kościół. Jego budowa trwała od 1763 r. przez wiele lat i kierowana była przez zmieniających się architektów, którymi byli w kolejności Pietro Antonio Trezzini, Jean-Baptiste Vallin de la Mothe oraz Antonio Rinaldi. Świątynia została ostatecznie poświęcona 7 października 1783, a patronką została święta Katarzyna z Aleksandrii. W kościele został pochowany po swojej śmierci w Petersburgu 12 lutego 1798 ostatni król Polski Stanisław August Poniatowski. W czasie likwidacji kościoła w 1938 jego sarkofag został przekazany Polsce i pochowany w miejscu urodzenia króla – w Wołczynie.
Początkowo w kościele posługiwali franciszkanie. W roku 1800 Paweł I przekazał świątynię jezuitom a po ich kasacie parafią zaopiekowali się dominikanie. W roku 1892 przeszedł pod bezpośrednią jurysdykcję diecezji. Z kościołem związane były takie osoby jak św. Zygmunt Szczęsny Feliński, św. Urszula Ledóchowska, bł. Antoni Leszczewicz. W tej chwili prowadzone są procesy beatyfikacyjne proboszcza Konstantego Budkiewicza, bp. Antoniego Maleckiego, bp. Bolesława Sloskansa, bp. Teofila Matulionisa.
Od roku 1901 do 1905 proboszczem był Jan Ścisławski, pod którego wpływem na katolicyzm nawrócił się Leonid Fiodorow. W okresie rewolucji październikowej 1917 parafia liczyła ponad 30 tys. wiernych. W czerwcu 1918 odbyła się na Newskim Prospekcie pierwsza i jedyna w historii miasta do momentu upadku ZSRR procesja Bożego Ciała. Wkrótce na duchowieństwo i parafian spadły jednak represje. W 1923 rozstrzelano na Łubiance proboszcza parafii księdza Konstantego Budkiewicza. W 1938 kościół zamknięto, a jego majątek zniszczono i rozgrabiono. Zamieniony na magazyn spłonął w 1947. Około 1977 podjęto decyzję o rekonstrukcji budynku i urządzeniu w nim sali koncertowej (muzyki organowej). Rezultaty prac restauracyjnych zostały jednak zniszczone przez kolejny pożar w 1984. Przez pewien czas znajdowały się tu pomieszczenia Muzeum Historii Religii i Ateizmu, którego główna siedziba mieściła się w pobliskim soborze Kazańskiej Ikony Matki Bożej.
W 1991 ponownie zarejestrowano parafię św. Katarzyny, a w 1992 budynek został zwrócony Kościołowi rzymskokatolickiemu. Od tego czasu trwają pracochłonne i kosztowne prace restauracyjne.
W kościele odprawiane są obecnie msze w językach rosyjskim, angielskim, polskim, francuskim, hiszpańskim i łacińskim. Posługę pełnią tam ojcowie dominikanie.

## Galeria

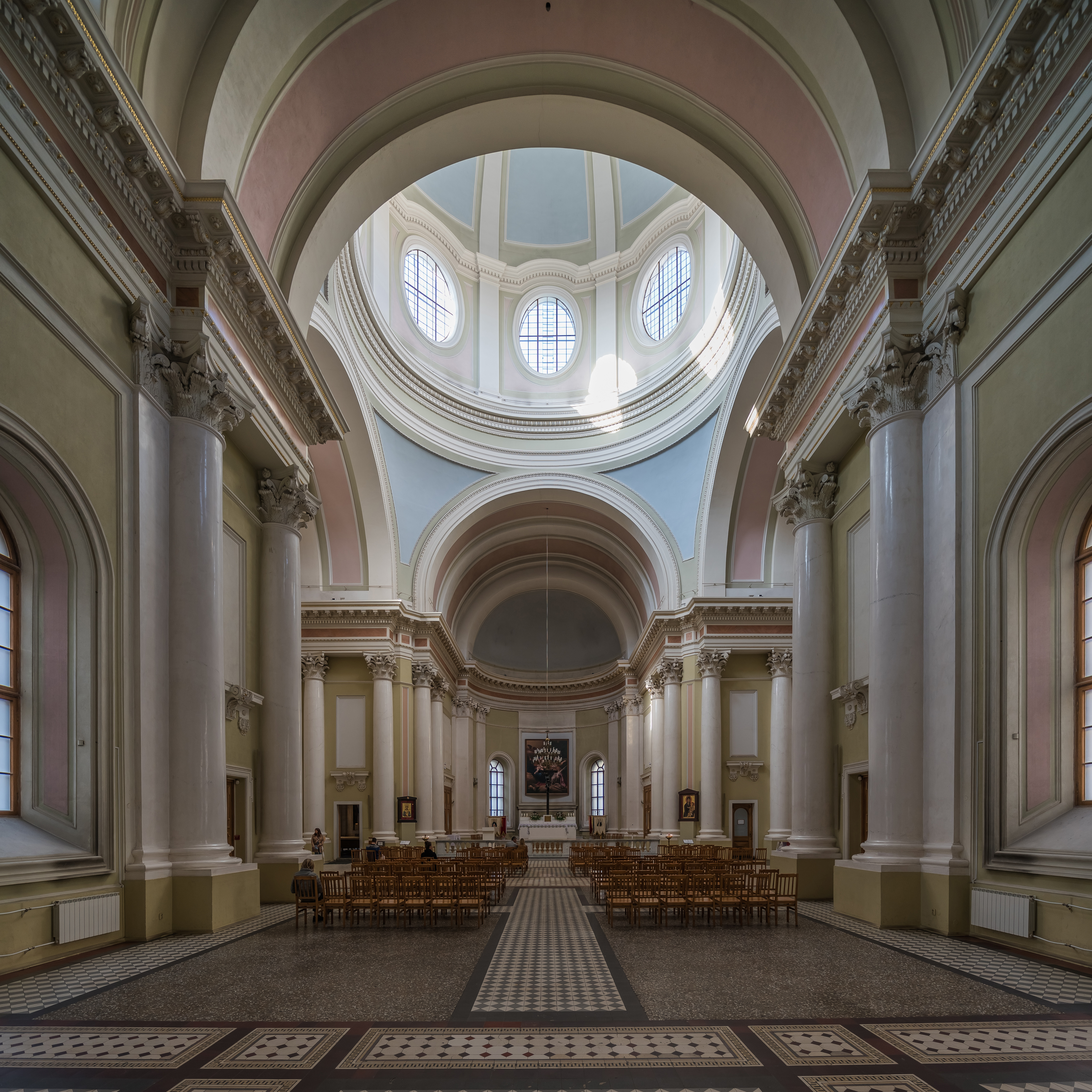
Wnętrze kościoła (2019)
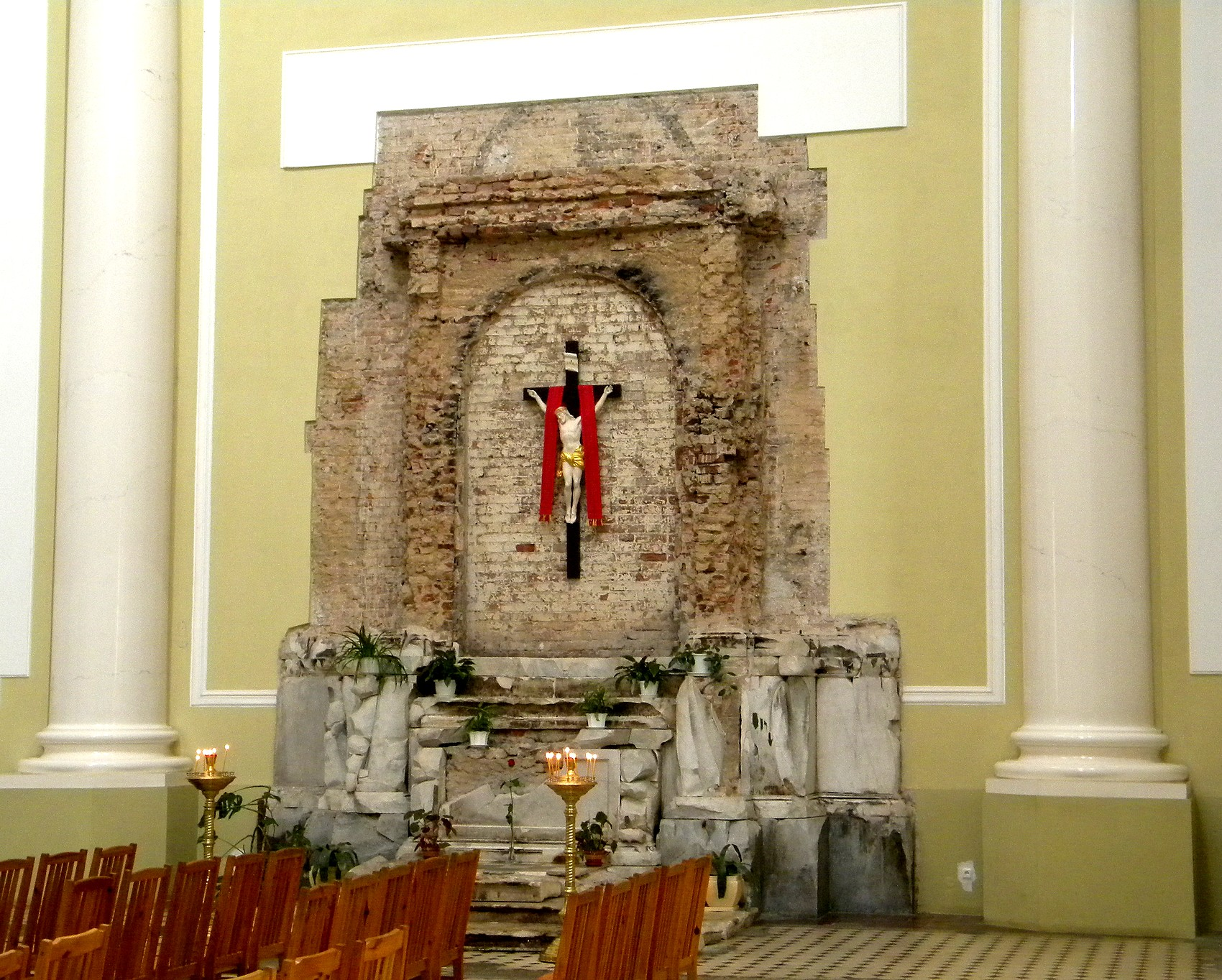
Ołtarz boczny (prawy) z krucyfiksem uratowanym przez Zofię Stepułkowską w czasie zamykania i grabieży kościoła w 1938
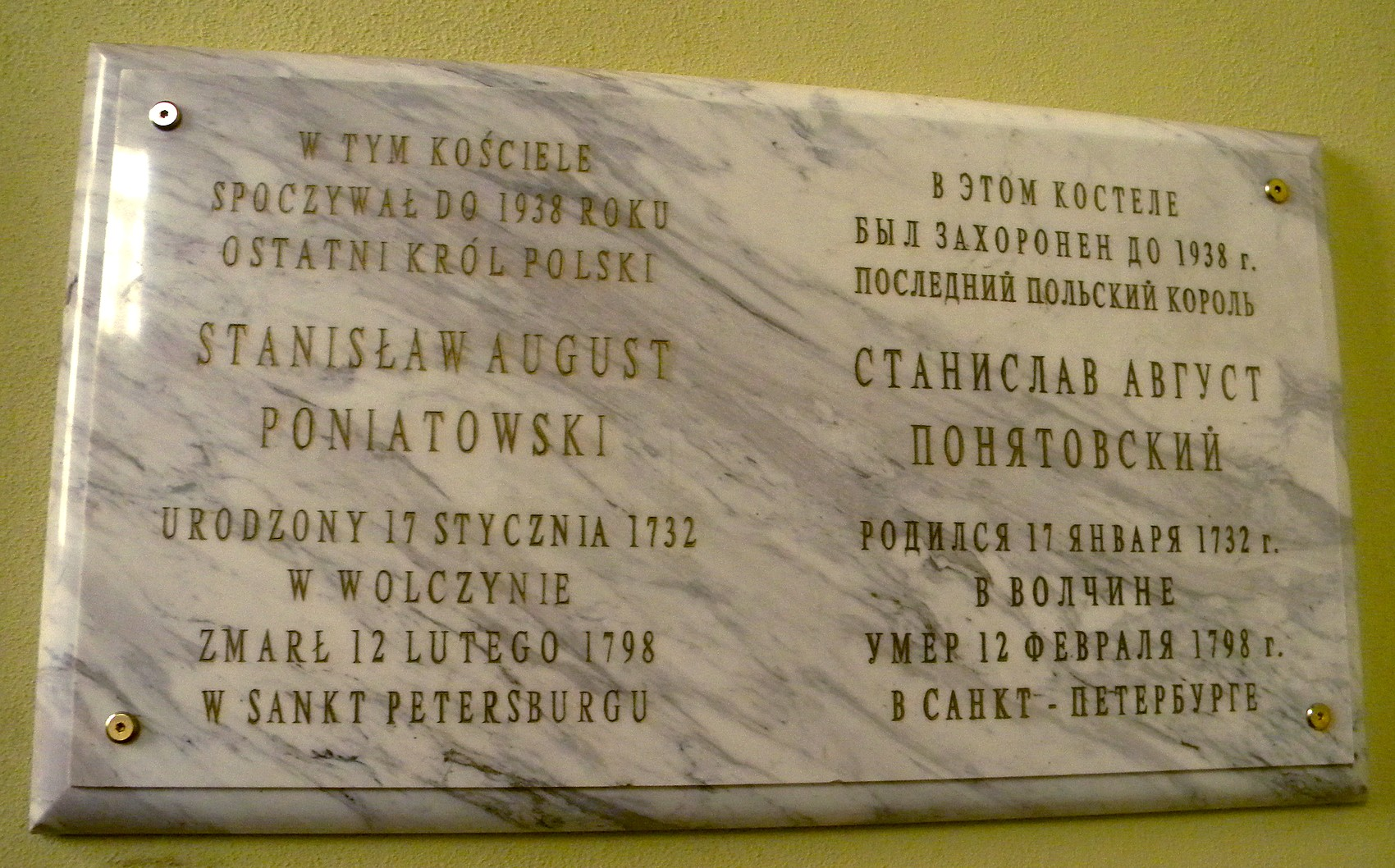
Tablica upamiętniająca pochówek króla Stanisława Augusta Poniatowskiego w kościele